# Главы Днепра
Таблица градоначальников Екатеринослава, Днепропетровска и Днепра:
| Портрет     | Годы      | Имя                   | Должность                                          |
| ----------- | --------- | --------------------- | -------------------------------------------------- |
|             | 1786—1787 | Иван Шевелёв          | городской голова                                   |
|             | 1791—1794 | Дмитрий Горяинов      | городской голова                                   |
|             | 1794—1796 | Петр Башмаков         | городской голова                                   |
|             | 1796—1797 | Григорий Кустов       | городской голова                                   |
|             | 1797—1800 | Дмитрий Горяинов      | городской голова                                   |
|             | 1800—1803 | Кузьма Молчанов       | городской голова                                   |
|             | 1803—1806 | Пётр Четвериков       | городской голова                                   |
|             | 1806—1809 | Афанасий Коханов      | городской голова                                   |
|             | 1809—1811 | Степан Четвериков     | городской голова                                   |
|             | 1811—1812 | Дмитрий Горяинов      | городской голова                                   |
|             | 1812—1817 | Иван Колесников       | городской голова                                   |
|             | 1818—1821 | Демьян Киселёв        | городской голова                                   |
|             | 1821—1825 | Иван Колесников       | городской голова                                   |
|             | 1825—1828 | Яков Рохлин           | городской голова                                   |
|             | 1828—1828 | Иван Пчёлкин          | городской голова                                   |
|             | 1828—1828 | Иван Колесников       | городской голова                                   |
|             | 1830—1833 | Фёдор Дупленко        | городской голова                                   |
|             | 1833—1834 | Яков Рохлин           | городской голова                                   |
|             | 1834—1836 | Андрей Кирпишников    | городской голова                                   |
|             | 1836—1839 | Яков Рохлин           | городской голова                                   |
|             | 1839—1842 | Иван Артамонов        | городской голова                                   |
|             | 1842—1843 | Илья Тархов           | городской голова                                   |
|             | 1843—1846 | Фома Богданов         | городской голова                                   |
|             | 1846—1847 | Прокоп Белявский      | городской голова                                   |
|             | 1847—1851 | Иван Ловягин          | городской голова                                   |
|             | 1851—1854 | Прокоп Белявский      | городской голова                                   |
|             | 1854—1860 | Иван Ловягин          | городской голова                                   |
|             | 1860—1861 | Егор Птицин           | городской голова                                   |
|             | 1861—1864 | Иван Ловягин          | городской голова                                   |
|             | 1864—1864 | Дей Минаков           | городской голова                                   |
|             | 1864—1865 | Константин Киселёв    | городской голова                                   |
|             | 1865—1868 | Дей Минаков           | городской голова                                   |
|             | 1868—1871 | Давид Пчёлкин         | городской голова                                   |
|             | 1871—1877 | Дей Минаков           | городской голова                                   |
|             | 1877—1885 | Пётр Калабухов        | городской голова                                   |
|             | 1885—1888 | Иван Яковлев          | городской голова                                   |
|             | 1889—1893 | Александр Толстиков   | городской голова                                   |
|             | 1893—1901 | Иван Греков           | городской голова                                   |
|             | 1901—1901 | Александр Толстиков   | городской голова                                   |
|             | 1901—1902 | Пётр Волков           | городской голова                                   |
|             | 1902—1905 | Александр Толстиков   | городской голова                                   |
|             | 1905—1909 | Иван Эзау             | городской голова                                   |
|             | 1909—1917 | Иван Способный        | городской голова                                   |
|             | 1917—1917 | Константин Макаренко  | городской голова                                   |
|             | 1917-1917 | Василий Осипов        | городской голова                                   |
|             | 1918-1919 | Иван Эзау             | городской голова                                   |
|             | 1927-1928 | Фёдор Рязанов         | начальник городского исполнительного комитета      |
|             | 1929-1929 | Анна Богданова        | начальник городского исполнительного комитета      |
|             | 1929-1933 | Павел Сорокин         | глава муниципального совета                        |
|             | 1933-1933 | Николай Голубенко     | глава городского совета и исполнительного комитета |
|             | 1933-1936 | Иван Гаврилов         | глава городского совета и исполнительного комитета |
|             | 1936-1937 | Пётр Ветров           | секретарь горкома партии                           |
|             | 1937-1938 | Демьян Коротченко     | и. о. первого секретаря горкома                    |
|             | 1938-1938 | Семён Задионченко     | и. о. главы горисполкома                           |
|             | 1938-1941 | Семён Задионченко     | первый секретарь горкома                           |
| Третий Рейх | 1941-1942 | Вильгельм Клостерманн | комиссар города от имени Третьего Рейха            |
|             | 1941—1943 | Пётр Соколовский      | глава городского совета                            |
|             | 1943-1945 | Николай Манзюк        | первый секретарь горкома                           |
|             | 1945-1947 | Павел Найдёнов        | первый секретарь горкома ВКП(б)                    |
|             | 1945-1952 | Николай Гавриленко    | начальник городского исполнительного комитета      |
|             | 1947-1950 | Леонид Брежнев        | первый секретарь горкома ВКП(б)                    |
|             | 1952-1957 | Николай Распопов      | начальник городского исполнительного комитета      |
|             | 1957-1963 | Николай Гавриленко    | начальник городского исполнительного комитета      |
|             | 1961-1964 | Виктор Чебриков       | первый секретарь горкома КПСС                      |
|             | 1963-1964 | Григорий Сокуренко    | начальник городского исполнительного комитета      |
|             | 1964-1967 | Борис Кармазин        | начальник городского исполнительного комитета      |
|             | 1964-1970 | Иван Яцуба            | первый секретарь горкома КПСС                      |
|             | 1967-1970 | Евгений Качаловский   | начальник городского исполнительного комитета      |
|             | 1970-1974 | Евгений Качаловский   | первый секретарь горкома КПСС                      |
|             | 1970-1974 | Виктор Бойко          | начальник городского исполнительного комитета      |
|             | 1974-1976 | Виктор Бойко          | первый секретарь горкома КПСС                      |
|             | 1974-1981 | Иван Лях              | начальник городского исполнительного комитета      |
|             | 1976-1983 | Владимир Ошко         | первый секретарь горкома КПСС                      |
|             | 1981-1989 | Александр Мигдеев     | начальник городского исполнительного комитета      |
|             | 1983-1988 | Николай Омельченко    | первый секретарь горкома КПСС                      |
|             | 1988-1991 | Владимир Яцуба        | первый секретарь горкома КПСС                      |
|             | 1989-1991 | Валерий Пустовойтенко | начальник городского исполнительного комитета      |
|             | 1991-1993 | Валерий Пустовойтенко | глава городского совета и горисполкома             |
|             | 1993-1994 | Виктор Меркушев       | глава городского совета и горисполкома             |
|             | 1994-1999 | Николай Швец          | глава городского совета и горисполкома             |
|             | 1999-2014 | Иван Куличенко        | городской голова                                   |
|             | 2015-2015 | Галина Булавка        | и. о. городского головы                            |
|             | 2015-н.в. | Борис Филатов         | городской голова                                   |